# چشمه سرچشمه جویم
چشمه سرچشمه جویم چشمه ای در بخش جویم شهرستان لارستان است که آب‌دهی بالایی داشته و برای زمین‌های کشاورزی کانال کشی شده است. آب آن املاح معدنی گوگردی دارد. 